# Muzeum Narodowe Botswany
Muzeum Narodowe Botswany (ang. Botswana National Museum) – muzeum narodowe w Gaborone w Botswanie, otwarte w 1968 roku.

## Historia
Muzeum utworzono na mocy uchwały parlamentu Botswany w 1967 roku jako pierwsze w historii tego kraju, który rok wcześniej ogłosił niepodległość. Przeznaczono na ten cel 1,5 ha terenu w Gaborone, gdzie wzniesiono budynek muzeum. Muzeum zostało otwarte w 1968 roku jako muzeum prywatne, udostępniono wówczas wystawę tymczasową. Rząd przejął muzeum w 1976 roku. W 1979 roku została rozpoczęta akcja mobilnego prezentowania wystaw muzealnych na obszarach wiejskich. Instytucja zajmuje się przede wszystkim dziedzictwem kulturowym Botswany i jego upowszechnianiem. Dział historii naturalnej gromadzi kolekcje przyrodnicze, a także sprawuje opiekę nad ważnymi stanowiskami przyrodniczymi w Botswanie oraz stanowiskiem archeologicznym Tsodilo. Od listopada 2007 roku częścią muzeum stał się ogród botaniczny. Instytucja wydaje rocznik „The Zebra’s Voice”.
Muzeum zostało zamknięte w połowie 2016 roku w celu przeprowadzenia remontu. Planowano udoskonalenie systemu oświetlenia. W kwietniu 2019 roku zlecono unowocześnienie wystaw stałych, zakończenie prac było przewidziane na 2021 rok.

## Architektura
Główna przestrzeń wystawowa obejmuje 7 sal o powierzchni 100 m² każda przedłużonych arkadami o powierzchni 25 m². Galeria Octagon to budynek na planie ośmiokąta.

## Zbiory
Muzeum obejmuje trzy placówki: Narodową Galerię Sztuki, Galerię Octagon oraz Narodowy Ogród Botaniczny. W zbiorach muzeum znajdują się m.in. tradycyjne przykłady botswańskiego rzemiosła, dzieła sztuki lokalnych artystów, a także obrazy Thomasa Bainesa oraz kolekcja przyrodnicza.
Wystawa w dwóch salach obejmuje historię obszaru dzisiejszej Botswany od czasów dinozaurów do współczesności, z uwzględnieniem pojawienia się ludów Bantu i białych kolonizatorów. Trzy kolejne pomieszczenia prezentują trzy główne środowiska przyrodnicze Botswany za pomocą dioram: krajobraz wschodu kraju, pustynię Kalahari oraz deltę Okawango. Łącznie w dwóch galeriach znajduje się 18 ekspozycji, m.in. o artystach z Botswany czy o konkursie sztuki dla dzieci.
Przy muzeum znajduje się tradycyjna chata oraz historyczne środki transportu: wóz zaprzęgany w woły oraz stare samochody.

## Galeria

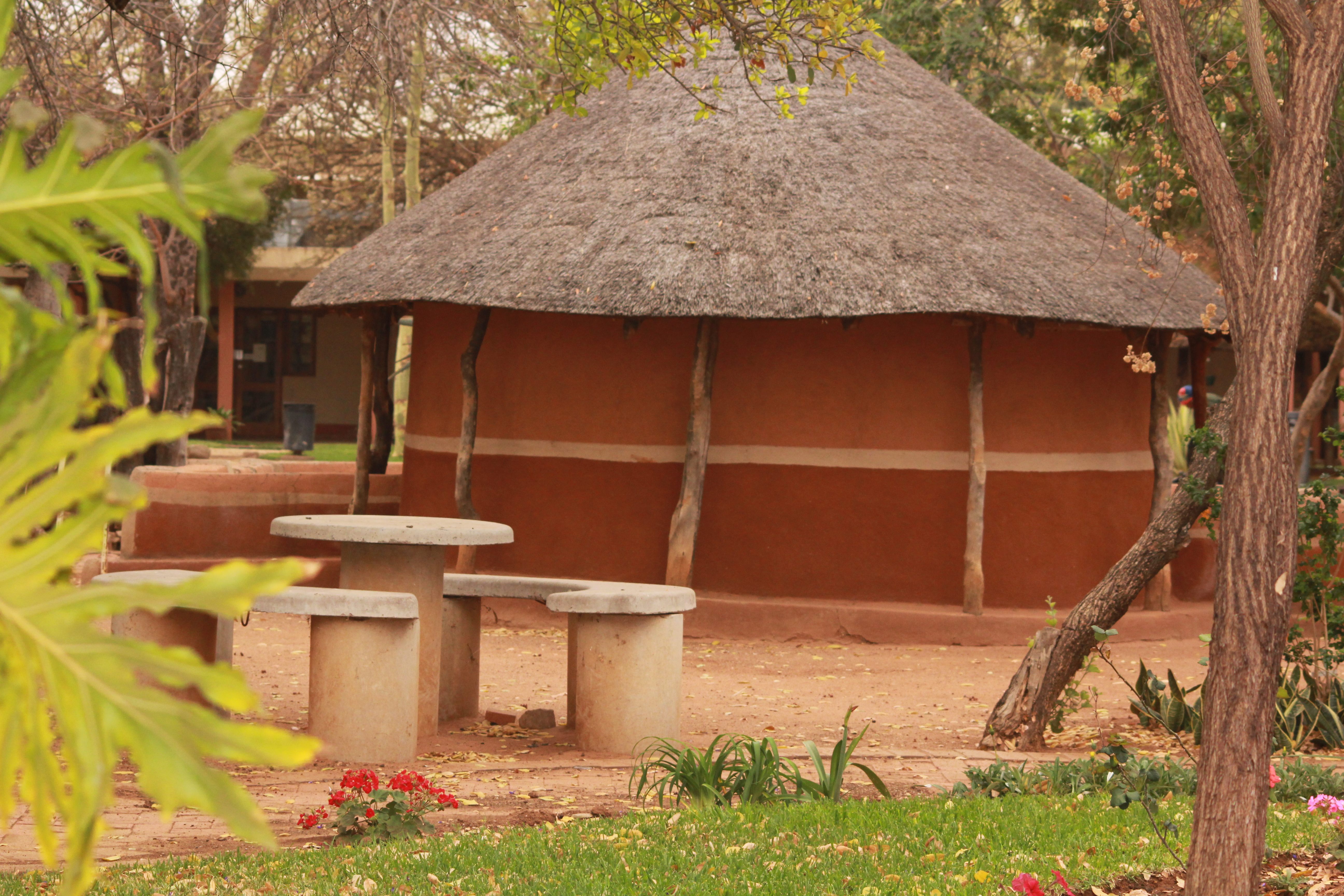
Tradycyjna chata przed muzeum (2017)
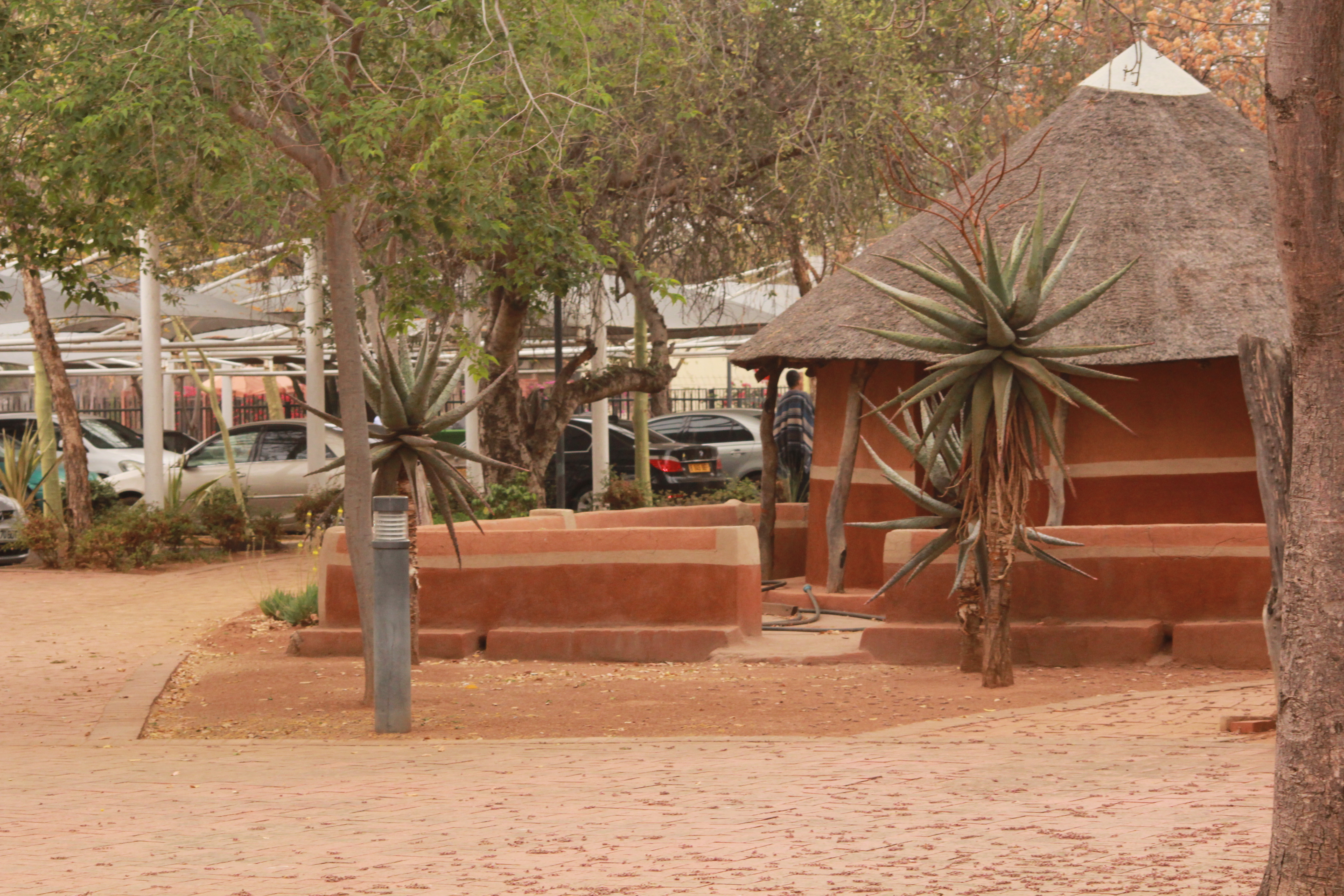
Tradycyjna chata (2017)
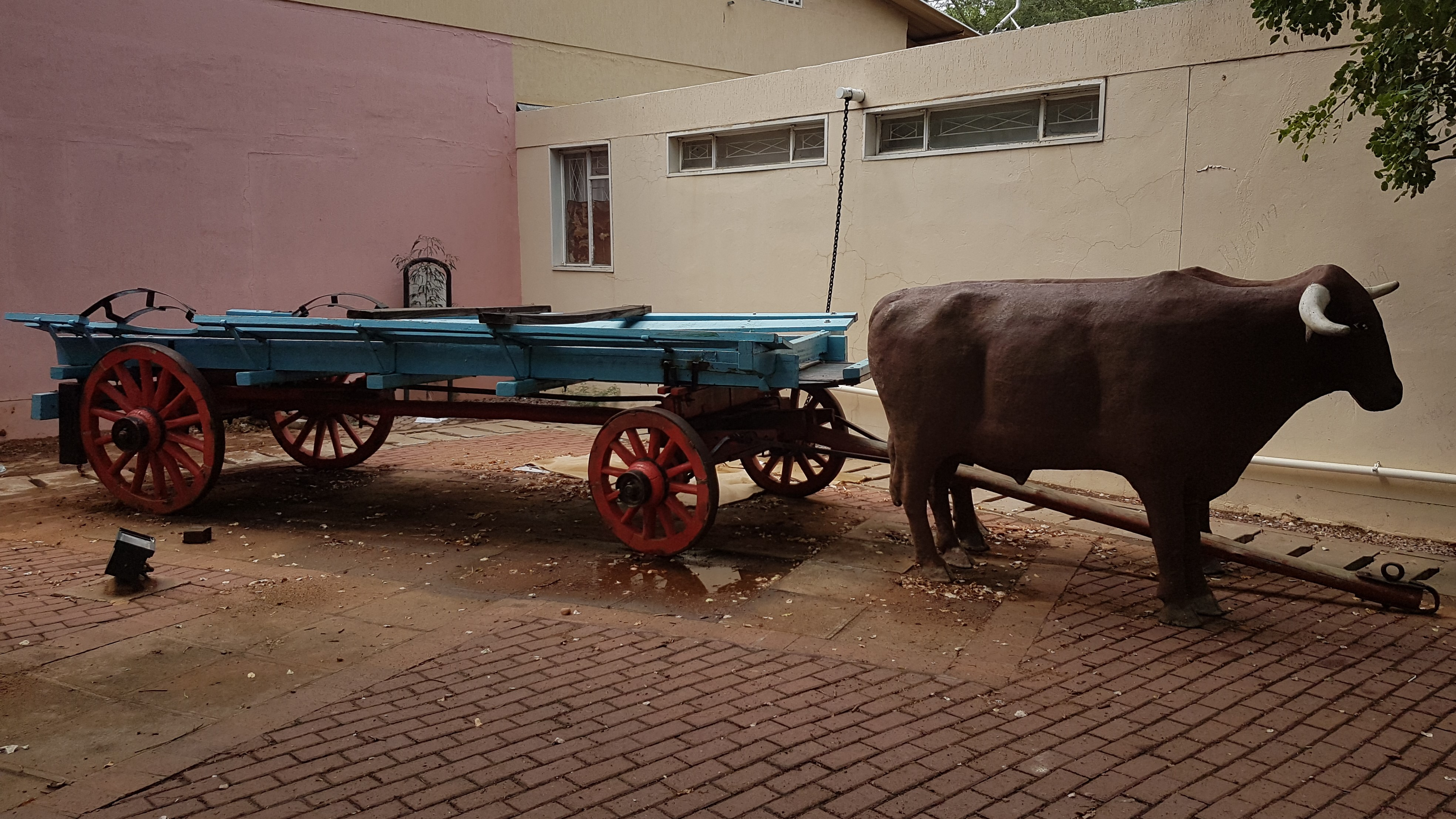
Wóz zaprzęgany w woły (2020)
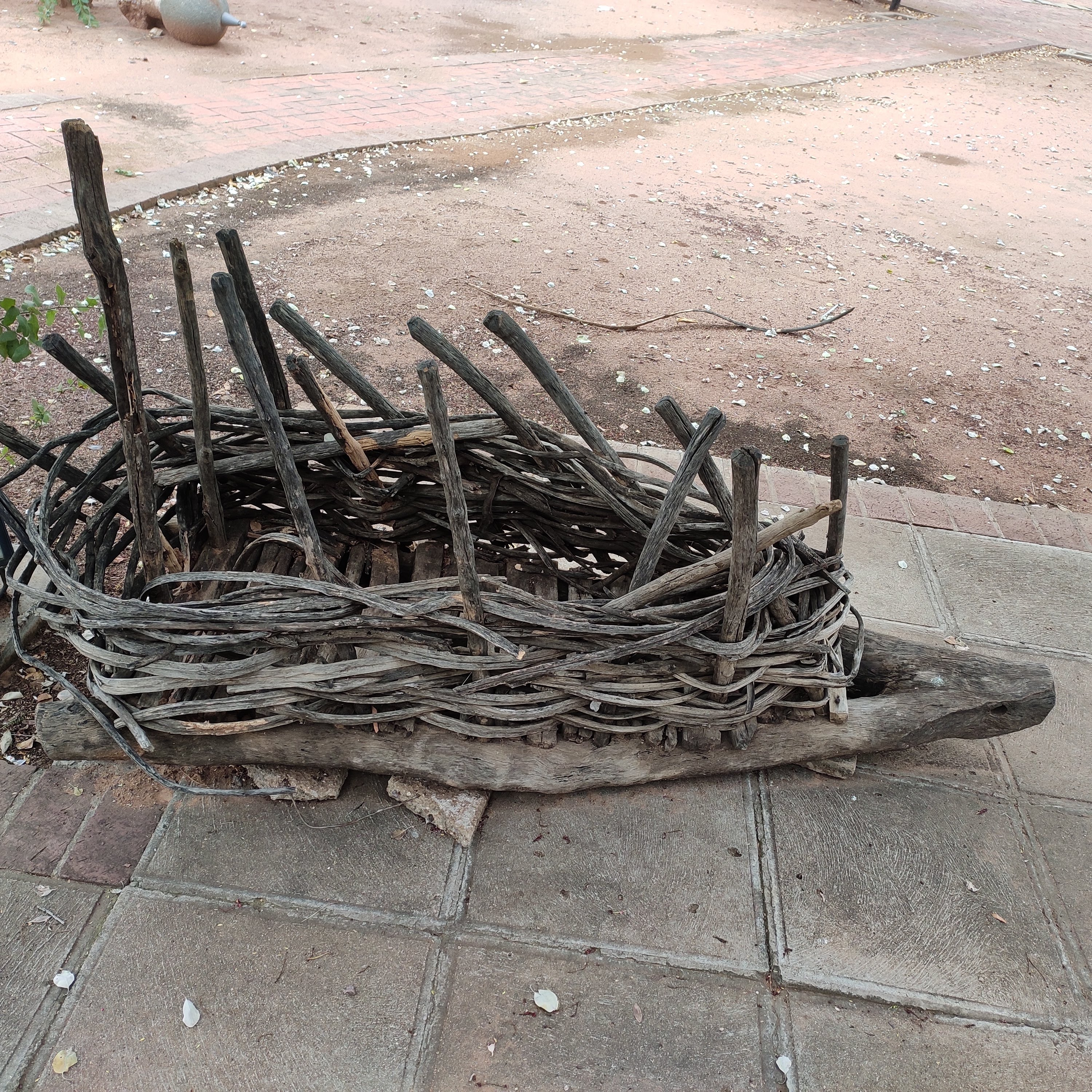
Plecione sanie (2020)
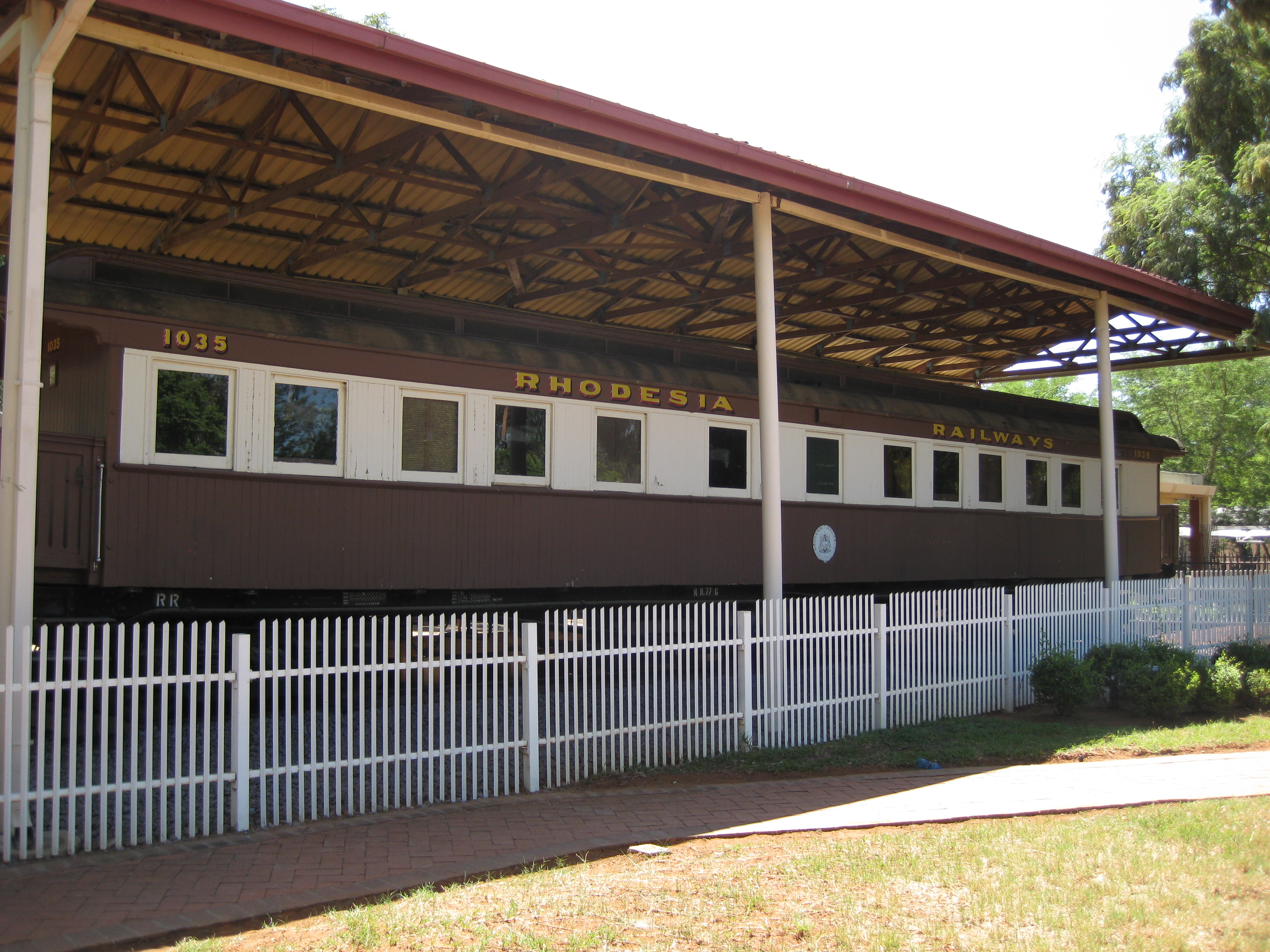
Wagon Rhodesia Railways przy muzeum (2009)
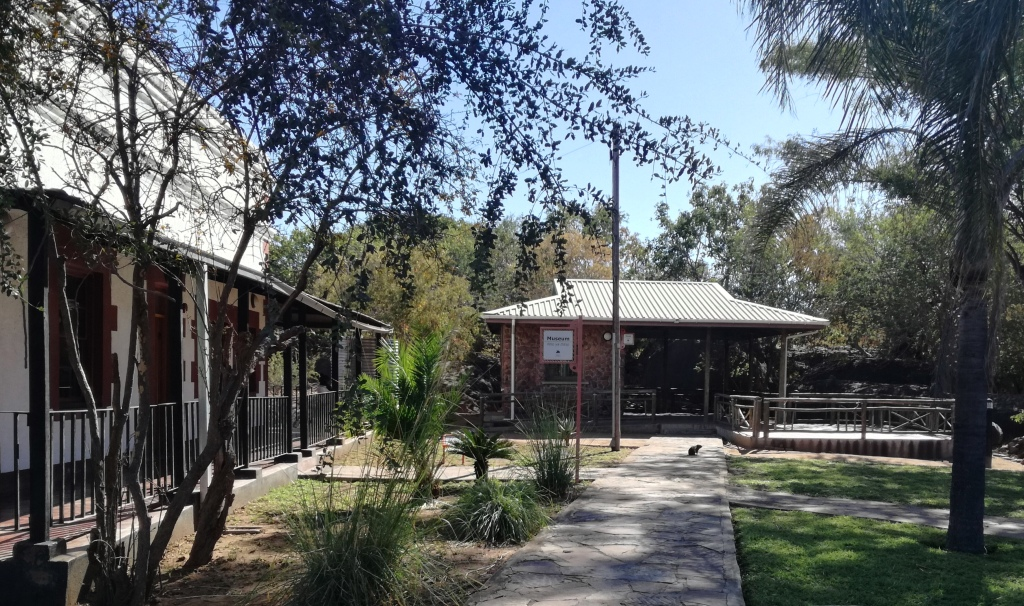
Budynki w ogrodzie botanicznym (2017)
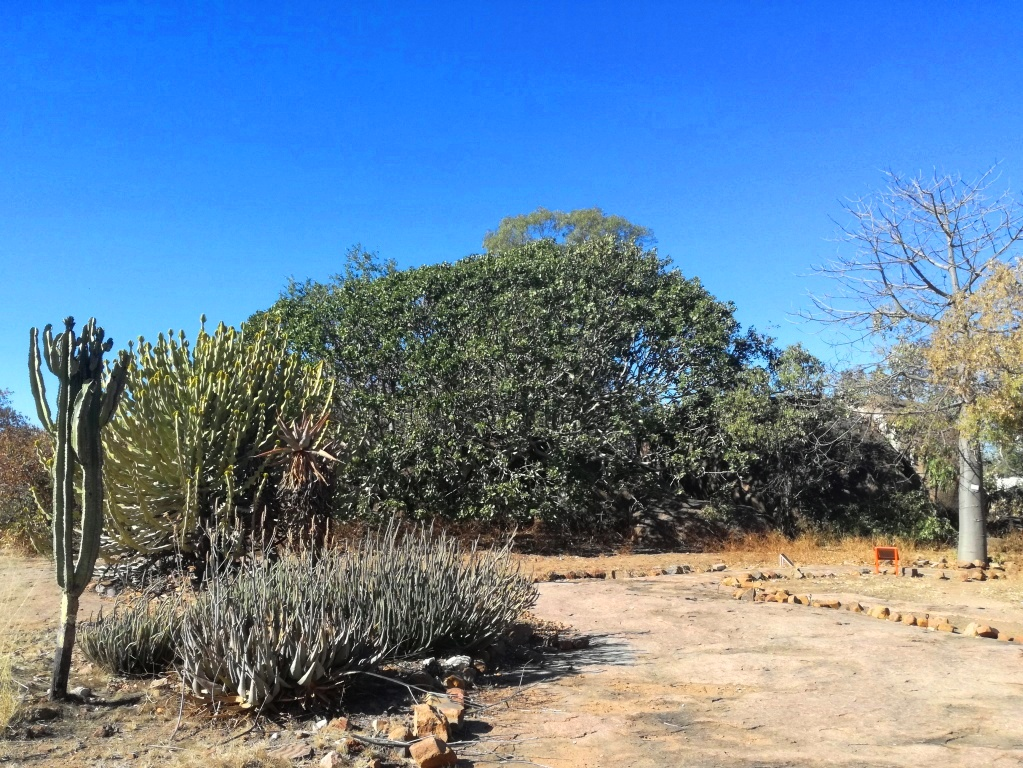
Roślinność ogrodu botanicznego (2023)